# Fernando de Toledo Oropesa
Fernando de Toledo Oropesa (ur. w 1520 w Oropesie, zm. w 1590 tamże) – hiszpański duchowny, niedoszły kardynał.

## Życiorys
Urodził się w 1520 roku w Oropesie, jako syn Luisa de Toledo y Pacheco i Inés Duque Estrady. Studiował na Uniwersytecie w Salamance i przyjął święcenia kapłańskie. 21 lutego 1578 roku został kreowany kardynałem prezbiterem. W maju Toledo odmówił przyjęcia godności kardynalskiej, nuncjuszowi w Hiszpanii Filippo Sedze. 4 lipca Grzegorz XIII zaakceptował tę decyzję i anulował promocję kardynalską. Toledo zmarł w 1590 roku w Oropesie.